# (6507) 1982 QD
A (6507) 1982 QD a Naprendszer kisbolygóövében található aszteroida. Zdenka Vávrová fedezte fel 1982. augusztus 18-án.